# Cheiloclinium hippocrateoides
Cheiloclinium hippocrateoides är en benvedsväxtart som först beskrevs av Johann Joseph Peyritsch, och fick sitt nu gällande namn av Albert Charles Smith. Cheiloclinium hippocrateoides ingår i släktet Cheiloclinium och familjen Celastraceae. Inga underarter finns listade.